# Heinrich Wölfflin
Heinrich Wölfflin, född den 24 juni 1864 i Winterthur, död 19 juli 1945 i Zürich, var en schweizisk konsthistoriker. Han var son till Eduard Wölfflin.

## Biografi
Wölfflin var professor i Basel, Berlin, München och slutligen Zürich. Han anses vara en av upphovsmännen till konsthistoria som vetenskapsgren. Hans mycket inflytelserika skrifter, bland annat Renaissance und Barock (1888), Die Klassische Kunst (1898) och Kunstgeschichtliche Grundbegriffe (1915), där han hävdade stilanalysens betydelse, har haft stor betydelse för konstvetenskapen. Wölfflin invaldes 1943 som utländsk ledamot av Kungliga Vetenskapsakademien och var hedersledamot av Vetenskapssocieteten i Lund (HedLVSL)